# Synkope (Musik)
Als Synkope bezeichnet man in der Musik rhythmische Konstellationen, die einen Konflikt zwischen dem intendierten metrischen Betonungsschema einer Taktart und den davon abweichenden Betonungsverhältnissen der rhythmischen Gestaltung erzeugen. Die im musikalischen Diskurs häufig feststellbare inhaltliche Unschärfe des Begriffs spiegelt sich auch in den teilweise widersprüchlichen Definitionsversuchen im Musikschrifttum wider.

## Bezeichnung und Bedeutung
Die Bezeichnungen Synkope, Synkopation und Synkopierung zur Benennung musikalischer Sachverhalte haben sich in dieser Form im deutschen Musikschrifttum erst im Verlauf des 19. Jahrhunderts etabliert, möglicherweise durch Übernahme der einflussreichen französischen Terminologie, die bereits zu Beginn des 18. Jahrhunderts die Bezeichnung sincope (spätlateinisch syncopa bzw. griechisch-lateinisch syncopē, von altgriechisch συγκοπή synkopé, „Zusammenziehen“, „Abtrennen“) verwendet. Erst nachdem im deutschsprachigen Raum Musikliteratur nicht mehr überwiegend in Latein verfasst wurde, wandelte sich die seit dem 14. Jahrhundert im musikalischen Schrifttum übliche Bezeichnung syncopatio bzw. syncopa zur heute üblichen Form.
Die Bezeichnung verwies in der Antike zunächst auf zwei unterschiedliche Sachverhalte, nämlich einen sprachlichen („Verkürzung eines Wortes in der Mitte“, d. h. Ausfall einer inneren Wortsilbe) und einen medizinischen (Verlust des Bewusstseins, d. h. Ohnmacht). Auch für die Begriffsgeschichte der Bezeichnungen syncopatio bzw. syncopa im Rahmen musikalischer Erörterungen lassen sich im Verlauf ihrer annähernd fünfhundertjährigen Geschichte unterschiedliche Bedeutungen nachweisen.
Im musikalischen Kontext lässt sich die Bezeichnung Synkope in Analogie zum Synkopenbegriff der Sprachwissenschaft seit dem 19. Jahrhundert im Wesentlichen auf Situationen anwenden, in denen eine metrisch unbetonte („leichte“) Taktposition dadurch „ausfällt“, dass ein rhythmisch akzentuiertes („schweres“) Klangereignis (z. B. der laute Anschlag eines Klaviertons) an ihre Stelle tritt. Dies ist z. B. der Fall, wenn ein Ton über eine schwere Zählzeit hinweg überbunden wird (siehe 1. Beispiel), und dadurch ein rhythmisch schweres Klangereignis auf eine metrisch leichte Position vorgezogen wird. Zur Verschiebung des Gewichts tritt eine zeitliche Dehnung des schweren Ereignisses, da die regulär stark betonte metrische Position nunmehr klanglich unbesetzt bleibt.
In einem erweiterten Sinn kann man auch von Synkopen sprechen, wenn Klangereignisse innerhalb einer ansonsten metrisch regulär gestalteten Passage durch Lautstärke- oder Tonhöhenakzente gegen die metrische Norm betont werden.

## Synkopen in der musikalischen Praxis
Synkopen finden sich in unterschiedlicher Ausprägung in fast allen historischen und aktuellen Stilrichtungen der Musik.
Sie lassen sich daher nicht nur in den Werken der Kunstmusik nachweisen, sondern auch in den Genres der Popularmusik, wie Jazz, Blues, Funk und Reggae, in denen sie teilweise eine stilistisch so dominante Funktion einnehmen, dass andere musikalische Parameter nur noch als nebensächlich erscheinen.
Schon seit dem Mittelalter gehören Synkopen zu den Grundlagen der Komposition. Italienische, deutsche, und französischen Komponisten des Trecento im 14. Jahrhundert verwendeten Synkopen, um ihre Stücke interessanter zu gestalten. Giovanni da Cascia, ein italienischer Komponist aus dem 14. Jahrhundert, verwendete schon in seinem Lied Appress´un fiume zahlreiche Synkopen. Ab Takt 5 wechselt die Melodie auf synkopierte Rhythmen, indem die Noten auf schwachem Akzente des Taktes gesetzt werden.
Auch die Komponisten der venezianischen Schule, einer Strömung der Renaissance, verwendeten in ihren Toccaten häufig Synkopen. Ein bekannter Komponist und Organist dieser Zeit war Claudio Merulo, einer der Pioniere der Toccata. Er wusste synkopierte Figuren ausgiebig zu nutzen.

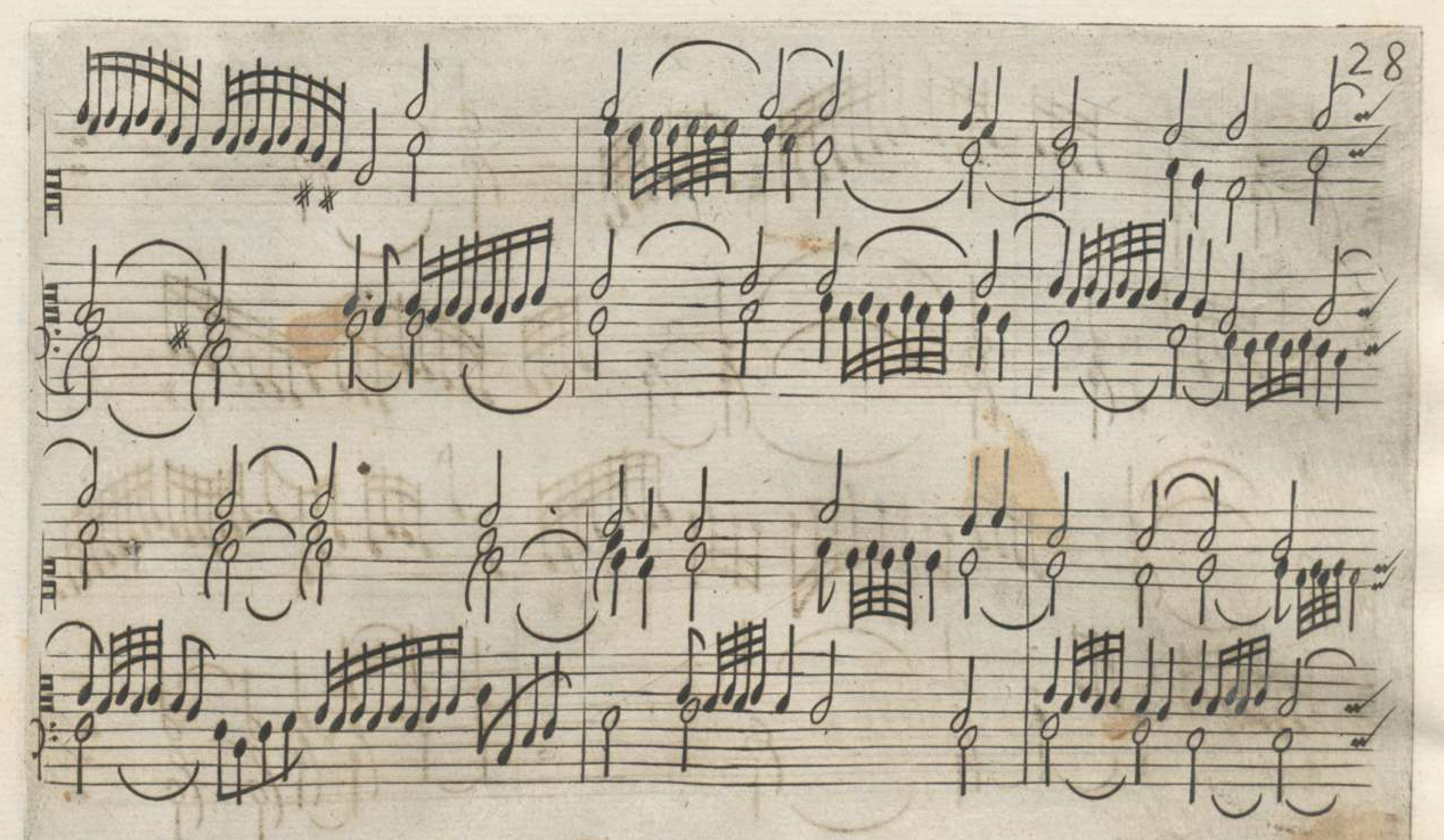
Toccata von Claudio Merulo

Bekannte Komponisten wie Beethoven, Schubert und Haydn verwendeten Synkopen, um ihre Sinfonien abwechslungsreicher und dynamischer zu gestalten. Ein sehr gutes Beispiel für die Verwendung von Synkopen im 3/4 Takt findet man in der bekannten Sinfonie Nr. 3 von Beethoven. Der Komponist verwendet einen 3/4-Takt, den er jedoch auf verschiedene Weise durch synkopierte Rhythmen unterbricht.

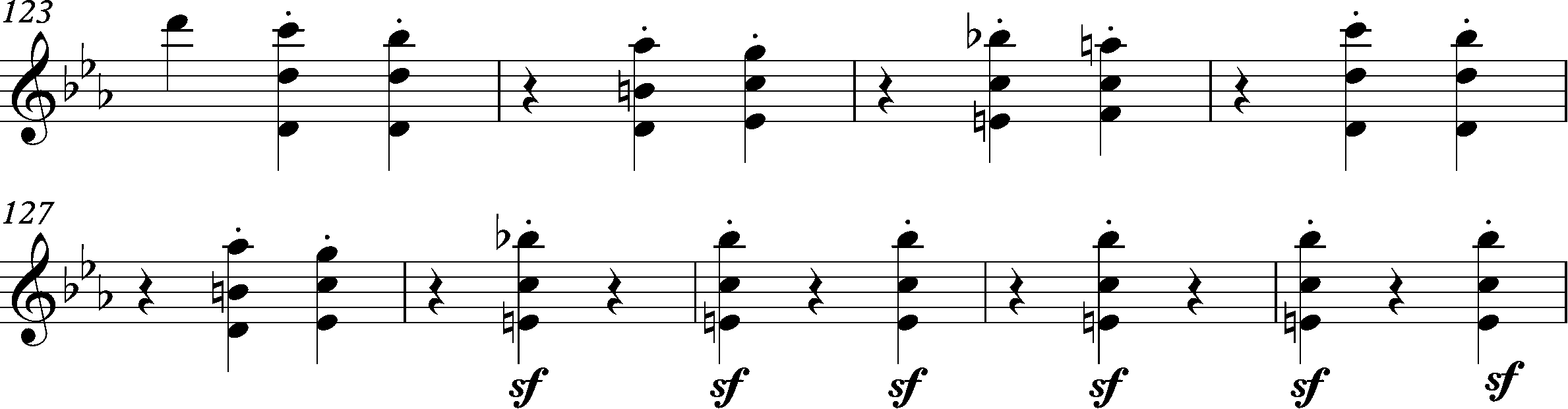

## Grenzfälle und Unschärfen des Synkopenbegriffs
In der Musik der Klassik ist es nicht immer ersichtlich, ob eine lokale Versetzung von Tönen synkopisch gedacht ist, auf ein auskomponiertes Tempo rubato verweist (siehe 2. Beispiel), oder bei instrumentalen Intervallbrechungen lediglich ein figuratives Nachschlagen anzeigt.
Ob sich die von der afroamerikanischen Musik beeinflussten Stile und ihre Off-Beat-Phrasierung als „synkopisch“ beschreiben lässt, ist im aktuellen musikwissenschaftlichen Diskurs umstritten. Da sich der musikalische Synkopenbegriff auf der Grundlage abendländischer Notations- und Taktsysteme herausgebildet hat, ist seine Übertragung auf andere, insbesondere außereuropäische Formen der Zeitorganisation problematisch.
So wurden die rhythmischen Formeln des Ragtime des späten 19. Jahrhunderts, wenngleich teilweise entgegen ihrer ursprünglichen Intention, von der Mehrheit der europäisch bzw. angloamerikanisch sozialisierten Hörerschaft als synkopierter Rhythmus („ragged time“) interpretiert, während die neuere Jazzforschung davon ausgeht, dass die charakteristische Rhythmik des Ragtime aus der Überlagerung des „europäischen“ Akzentstufentaktes mit asymmetrischen Rhythmusformeln (siehe 4. Beispiel) aus dem Repertoire afrikanischer „Timelines“ hervorgegangen ist. In dieser Deutung sind die asymmetrischen rhythmischen Formeln der melodieführenden Stimme in ihrem Verhältnis zum symmetrischen Grundpuls der Begleitung kein synkopisches, sondern ein polymetrisches Phänomen.
Eine ähnliche begriffliche Unschärfe findet sich auch in den Beschreibungen zum Phänomen des swing und offbeat der Jazzpraxis (siehe 3. Beispiel, das sich je nach Kontext unterschiedlich deuten lässt). Eine pauschale Kategorisierung des Jazz als „synkopischer Musikstil“ verbietet sich angesichts des aktuellen Forschungsstandes. Vielmehr ist davon auszugehen, dass sich die unterschiedlichen Konzepte der vom europäischen und linearen Akzentstufentakt geprägten Synkopierung und der von außereuropäischen und häufig zirkulären Timelines abgeleiteten asymmetrischen Rhythmusformeln in individuell jeweils unterschiedlicher Ausprägung überlagern. Die Frage, ob Jazzinterpreten zu synkopischen oder polymetrischen Konzepten oder zu deren eklektizistischer Kombination tendieren, lässt sich also nicht durch Mutmaßungen, sondern nur auf der Grundlage genauer musikalischer Analysen, und auch dann nur unter Vorbehalt, beantworten.

## Beispiele
1. Hier wird die Akzentverschiebung einerseits durch die halben Noten auf der Zählzeit 2, andererseits durch die Überbindung des letzten Viertels auf das 1. Viertel im 2. Takt erzeugt: Die metrisch leichte zweite und vierte Zählzeit wird von einer rhythmisch schweren Note belegt und fällt dadurch aus, die Positionsverschiebung bewirkt zudem eine klangliche Leerstelle auf der metrisch betonten dritten bzw. ersten Zählzeit.
2. Die Noten fallen überwiegend auf die leichten Zählzeiten im Takt, es entsteht der Effekt eines kurzzeitigen („lokalen“) offbeats mit Kompensation auf dem letzten Achtel des 1. Taktes. Diese Abweichung einer Melodiestimme vom festen Grundpuls einer Begleitung und ihre kompensierende Rückkehr zum Grundpuls ist ein wesentliches Merkmal der als tempo rubato bezeichneten Vortragsart. In diesem Fall wird der entstehende Klangeindruck entgegen dem visuellen Eindruck des Notenbilds nur bedingt als synkopisch aufzufassen sein.
3. Die übergebundene Achtelnote am Taktende übernimmt das Gewicht der nachfolgenden ganzen Note. Die Bewertung als Synkope oder offbeat ist vom stilistischen Kontext abhängig.
4. Die punktierte Note mit dem darauf folgenden übergebundenen Notenwert kann den Eindruck einer Synkope erzeugen, lässt sich aber je nach stilistischem Kontext auch als Realisation eines metrisch regulären Clave-Tresillo mit der Struktur 3+3+2 Achtelnoten auffassen.